# 乳腺发育

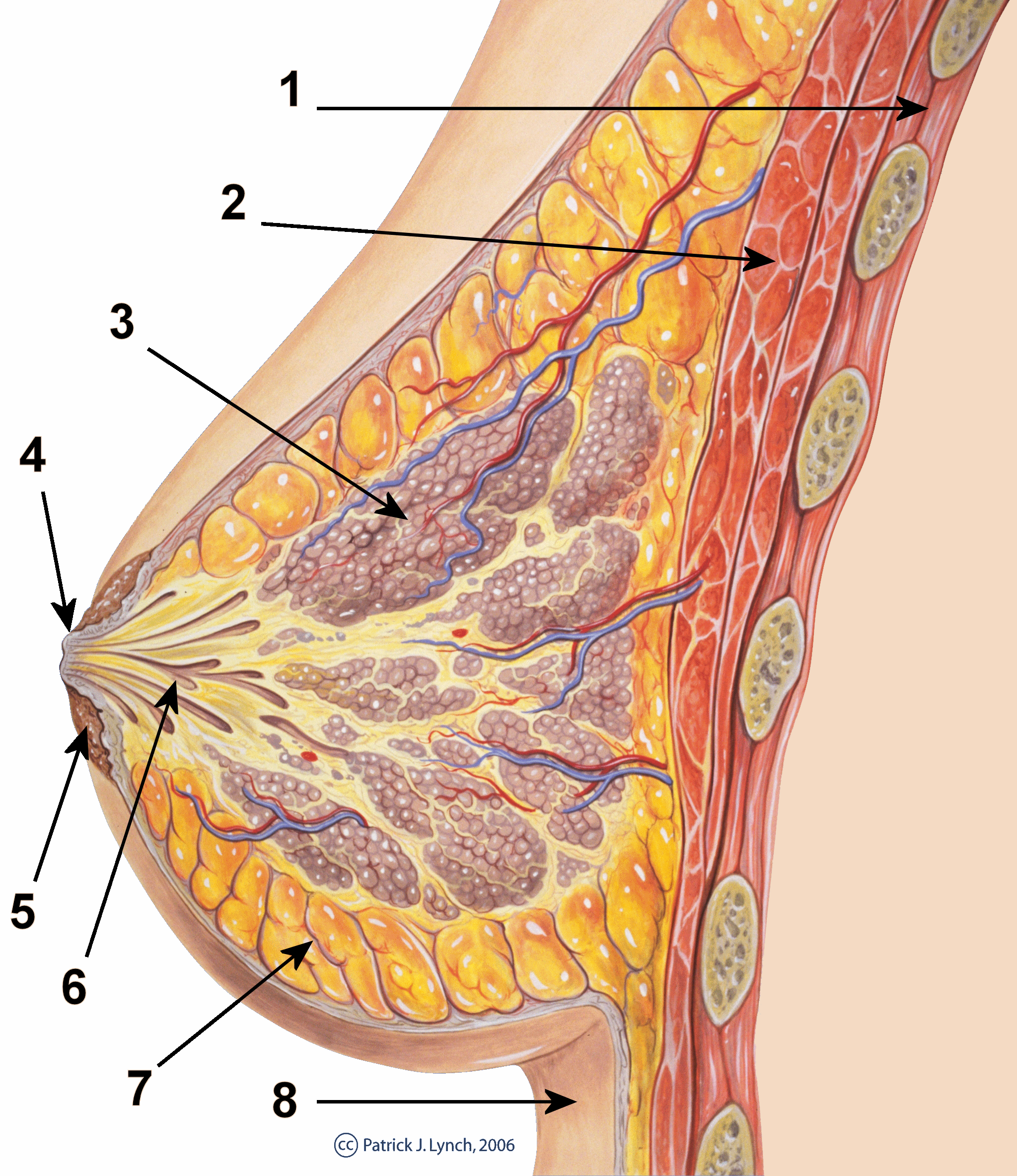
乳房的结构

乳腺發育（mammogenesis）又称乳房发育（breast development），主要是在出生後，在青春期時，女性乳腺中會形成小管及分支，這建立了從乳頭開始，類似樹的網路。
在發育時，乳腺上皮細胞持續的產生，由少見的上皮細胞維護，配成了乳腺祖（mammary progenitor），一般認為這是由組織中殘留的幹細胞所衍生。

## 胚胎時的乳腺發育
胚胎的乳腺發育可以分為一系列不同的階段。第一階段約在10.5胚胎日（E10.5），乳腺會出現在上肢和下肢之間，在中線兩側一邊一個。第二階段約在11.5胚胎日（E11.5），乳腺上的基盤會形成，最後會形成乳頭。第二階段約在12.5胚胎日（E12.5），基盤內的細胞會退縮到间充质內，這是乳腺的基質。
胚胎時在體內已有幹細胞，在胚胎發育過程中其數量會持續增加。

## 出生後的乳腺發育
嬰兒在出生後，乳腺管延伸到乳腺脂肪墊，約自出生後四週開始，乳腺管會顯著成長，而且會往淋巴結生長。乳腺管的末端芽是乳腺管末端的高度增生結構，也會在此階段大幅的擴大及增生。此階段的特徵就是末端芽的出現，約到七至八週為止。

## 青春期的乳腺
青春期時乳腺管已進入乳腺脂肪墊的末端，此時末端芽比較不會增生，體積也會縮小。會由主乳腺管再形成分支乳腺管，並且充滿整個乳腺脂肪墊。乳腺管的成熟會在性成熟時減緩，而且會因著動情週期的影響，乳腺會有定期增生後再復原的週期變化。

## 懷孕
懷孕時的乳腺系統會快速增生，而且會在分支乳腺管形成乳腺泡，可以製造母乳。

## 哺乳
生產後，乳腺中乳腺泡的細胞會分泌母乳，稱為哺乳。乳腺泡附近肌上皮細胞的收縮使母乳進入乳腺管中，再藉由嬰兒的吸吮而進入乳頭。

## 退化
在嬰兒斷奶後，哺乳停止，乳腺會漸漸復原。其過程是可控制的乳腺上皮細胞凋亡，乳腺會回到懷孕前的狀態。

## 雌激素受體
乳腺的发育是由乳腺中的雌激素受体、孕酮受体、催乳素受体活化所產生。雌二醇、[孕酮]]及催乳素活化乳腺中的受體，開始乳腺的成長。有些植物性雌激素（例如8-prenylnaringenin）也會活化受體，刺激乳腺的發育乳腺的雌激素受体是由GATA-3轉錄因子所控制。